# Euploea kala
Euploea kala är en fjärilsart som beskrevs av Swinhoe 1916. Euploea kala ingår i släktet Euploea och familjen praktfjärilar. Inga underarter finns listade i Catalogue of Life.